# Bovrup
Bovrup (tysk: Baurup) er en by på Sundeved i Sønderjylland med 441 indbyggere  (2024), beliggende 2 km syd for Varnæs, 6 km øst for Felsted, 12 km nord for Gråsten og 14 km sydøst for Aabenraa. Byen hører til Aabenraa Kommune og ligger i Region Syddanmark. I 1970-2006 hørte byen til Lundtoft Kommune.
Bovrup hører til Varnæs Sogn. Varnæs Kirke ligger i den sydlige ende af Varnæs.

## Faciliteter
- Bovrup Gæstgivergård er fra 1795 og genopført i 1920 efter en brand i 1919. Den har værelser og 3 selskabslokaler af forskellig størrelse.[2]
- Sundeved Efterskole har ca. 150 elever, fordelt på tre 9. klasser og tre 10. klasser, og ca. 40 medarbejdere.[3]
- Børnehaven Regnbuen har 6 ansatte.[4]
- Plejehjemmet Bovrup består af 26 boliger, som er inddelt i 3 beboelsesenheder, med henholdsvis 9, 8 og 9 boliger i hver enhed.
- Købmandsgården Bovrup er byens eneste supermarked.

## Historie
Bovrup har haft to kroer, flere købmandsforretninger og håndværkere, mølle, mejeri og skole.
Bovrup trinbræt med sidespor på Aabenraa Amts Jernbaners linje Aabenraa-Gråsten (1899-1926) lå ved kroen i den vestlige ende af landsbyen.
Genforeningsstenen, der står hvor Varnæsvej munder ud i Bovrup Storegade, blev afsløret 15. juni 1930 til minde om Genforeningen i 1920.

## Kendte personer
- Frits Clausen (1893-1947) boede i 1924-1945 i Bovrup. Han var i 1933-1944 formand for Danmarks Nationalsocialistiske Arbejderparti (DNSAP). Han førte partiets medlemskartotek, der efter Besættelsen blev kendt som Bovrup-kartoteket.
- Solvej Balle (født 16. august 1962 i Bovrup) er en dansk forfatter. Hendes gennembrud var romanen "Ifølge Loven" fra 1993, der gav hende en central placering i 1990'ernes danske litteratur.

- Bytoften 13 huser byens aktivitetscenter og lokalarkiv m.m.
- I parken i byens midte er rejst en mindesten for lokalhistorikeren Thomas Kaufmann (1877-1971)